# The Rip Tide
The Rip Tide es el tercer álbum de estudio de Beirut, lanzado el 2 de agosto de 2011 para descarga digital en Estados Unidos, y el 29-30 de agosto (según países) en formato físico.

## Historia
Las primeras noticias sobre la grabación del nuevo álbum se conocieron en invierno de 2010-11. 
Tras la grabación del disco, Beirut estuvo de tour por Europa y EE. UU., y tocaron canciones que aparecerían en el nuevo álbum como "Vagabond", "Santa Fe", y "Port of Call". 
En junio de 2011 la banda publicó el primer sencillo, "East Harlem", con "Goshen" como B-side. También anunciaron oficialmente el nuevo álbum, y dieron a conocer su título y su lista de canciones.
El 2 de agosto, aunque las canciones ya habían sido filtradas en internet, Beirut permitió reservar el álbum, cuyas canciones en MP3 eran enviadas al comprador, y las copias físicas se enviarían a final de mes.

## Lista de canciones
| N.º | Título            | Duración |  |
| 1.  | «A Candle's Fire» | 3:19     |  |
| 2.  | «Santa Fe»        | 4:14     |  |
| 3.  | «East Harlem»     | 3:59     |  |
| 4.  | «Goshen»          | 3:20     |  |
| 5.  | «Payne's Bay»     | 3:48     |  |
| 6.  | «The Rip Tide»    | 4:26     |  |
| 7.  | «Vagabond»        | 3:19     |  |
| 8.  | «The Peacock»     | 2:26     |  |
| 9.  | «Port of Call»    | 4:21     |  |

## Personal
- Zach Condon - voz, ukulele, trompeta
- Perrin Cloutier - acordeón, piano
- Paul Collins - bajo, contrabajo
- Ben Lanz - trombón, piano, tuba
- Nick Petree - batería, percusión
- Kelly Pratt - trompeta, bombardino

Invitados
- Heather Trost - violín, voz

## Lanzamiento
| País        | Fecha                | Formato          | Sello           |
| ----------- | -------------------- | ---------------- | --------------- |
| EE. UU.     | 2 de agosto de 2011  | Descarga digital | Pompeii Records |
| EE. UU.     | 30 de agosto de 2011 | CD               | Pompeii Records |
| Reino Unido | 29 de agosto de 2011 | CD               |                 |